# Antun Nalis
Antun Nalis (Zadar, 4. veljače 1911. – Zagreb, 14. veljače 2000.) je bio hrvatski kazališni, televizijski i filmski glumac.

## Životopis
Studirao je pravo na Sveučilištu u Beogradu. Kao glumac započinje u jednoj amaterskoj družini u Šibeniku, a na filmu debitira 1949., glumeći ustašu u Zastavi B. Marjanovića. Ta uloga daje pečat prvom razdoblju njegove karijere, pa negativce vrlo upečatljivo portretira i u filmovima Plavi devet (K. Golik, 1950.), U oluji (V. Mimica, 1952.), Kameni horizonti (Š. Šimatović, 1953.) i Krvavi put (R. Novaković i K. Bergstrom, 1955.). Naslovnom ulogom u Jubileju gospodina Ikla (V. Mimica, 1955.) otkriva se kao nadaren komičar i glumac intuicije, te na filmu i televiziji (pa i na estradi) ostvaruje mnogobrojne veće ili manje uloge takvog karaktera (npr. u seriji satiričnih kratkih igranih filmova pod naslovom Baltazar te u tv serijama Naše malo misto (D. Marušića i Velo misto (J. Marušića). Ipak najveća je priznanja dobio za tragičnu ulogu tifusara u filmu Pogled u zjenicu sunca (V. Bulajić, 1966.), za koju je na festivalu u Puli nagrađen Zlatnom arenom. Do 1987. nastupio je u oko 150 filmova. Nagrađen je Nagradom "Vladimir Nazor" za životno djelo 1975.

## Filmografija

### Televizijske serije
- "Karneval razbojnika" (1968.)
- "Sam čovjek" kao bračni savjetnik (1970.)
- "Naše malo misto" kao postolar Fločun/sekretar (1970. – 1971.)
- "Ča smo na ovon svitu" kao građanin Frane Coto  (1973.)
- "Kapelski kresovi" kao talijanski major (1974.)
- "Čovik i po" kao špijun Pjerinko Bul (1974.)
- "Gruntovčani" kao inspektor (1975.)
- "Marija" kao njemački građanin (1976.)
- "Nepokoreni grad" kao ribič (1981.)
- "Velo misto" kao Miotto (1981.)
- "Smogovci" (1982.)
- "Inspektor Vinko" kao direktor (1984.)
- "Putovanje u Vučjak" kao prodavač rakije (1986.)
- "Večernja zvona" (1988.)

### Filmovi
- "Zastava" kao ustaški satnik Vuksan (1949.)
- "Plavi 9" kao Fabris (1950.)
- "U oluji" kao Vincenco (1952.)
- "Kameni horizonti" kao Martin (1953.)
- "Sinji galeb" kao Lorenco (1953.)
- "Koncert" kao natporučnik (1954.)
- "Mala Jole" (1955.)
- "Krvavi put" kao njemački časnik (1955.)
- "Jubilej gospodina Ikla" kao Teodor Ikl (1955.)
- "Zle pare" kao varalica (1956.)
- "Zvezda putuje na jug" (1958.)
- "H-8" kao lopov Ivica (1958.)
- "Campo Mamula" kao fašist (1959.)
- "Baltazar putuje" (1959.)
- "Vetar je stao pred zoru" kao njemački vojnik (1959.)
- "Beli đavo" kao Melders (1959.)
- "Austerlitz" (1960.)
- "Karolina Riječka" kao Andra (1961.)
- "Velika turneja" kao organizator (1961.)
- "Viva l'Italia!" (1961.)
- "Martin u oblacima" kao Carmine (1961.)
- "Carevo novo ruho" kao kapetan straže (1961.)
- "Pustolov pred vratima" kao časnik (1961.)
- "Sreća dolazi u 9" kao građanin admiral (1961.)
- "Srest ćemo se večeras" kao građanin (1962.)
- "Zvižduk u osam" kao filmski redatelj (1962.)
- "Blago u srebrnom jezeru" kao Bruns (1962.)
- "Dvostruki obruč" kao kuhar (1963.)
- "Winnetou" kao barmen Hicks (1963.)
- "Nikoletina Bursać" (1964.)
- "Službeni položaj" kao novinar (1964.)
- "Winnetou 2" kao Wagner (1964.)
- "Prometej s otoka Viševice" kao električar (1964.)
- "Dani iskušenja" (1965.)
- "Blago Azteka" (1965.)
- "Čovik od svita" kao krčmar Grgo (1965.)
- "Piramida boga sunca" kao Cortejo (1965.)
- "Kralj petroleja" kao Jenkins (1965.)
- "Orlovi rano lete" (1966.) kao njemački vojnik
- "Pogled u zjenicu sunca" kao Vemić (1966.)
- "Sedmi kontinent" kao otac djece (1966.)
- "Glineni golub" kao željezničar (1966.)
- "Kaja, ubit ću te!" kao Tonko (1967.)
- "Zrno do zrna" (1968.)
- "Goli čovik" kao Toni (1968.)
- "Kad čuješ zvona" kao topnik (1969.)
- "Nedjelja" kao imbecil (1969.)
- "Banket" (1969.)
- "Put u raj" kao liječnik (1970.)
- "Združenost" kao Papalopolous (1970.)
- "Družba Pere Kvržice" kao velečasni (1970.)
- "Prvi splitski odred" kao policajac (1972.)
- "Crveni udar" kao ustaša (1974.)
- "Vlak u snijegu" kao novinar (1976.)
- "Tomo Bakran" kao stric (1978.)
- "Okupacija u 26 slika" kao Paolo (1978.)
- "Čovjek koga treba ubiti" (1979.)
- "Visoki napon" kao konobar (1981.)
- "Pad Italije" (1981.)
- "Tajna starog tavana" (1984.)
- "Crveni i crni" kao profašist (1985.)
- "Život sa stricem" kao penzioner (1988.)
- "Kapetan Amerika" kao stari majstor (1990.)
- "Priča iz Hrvatske" (1991.)

## Vanjske poveznice
- Antun Nalis u internetskoj bazi filmova IMDb-u (engl.)